# Stéphanie Dhaeye
Stéphanie Dhaeye est une taekwondoïste française.
À l'open d'Allemagne de 1990 à Nuremberg, elle sort gagnante de la catégorie des moins de 60 kilos en ayant battu l'allemande Eva Sunkomat en finale.
Aux championnats d'Europe de taekwondo 1992 à Valence, dans la catégorie des moins de 55 kilos, après avoir éliminé la croate Miet Filipovic en quarts de finale, elle est éliminée en demi-finales par l'espagnole Josefina Lopez. Il n'y a pas de rencontre pour la troisième place, elle remporte donc la médaille de bronze en compagnie de la perdante de l'autre demi-finale, la hongroise Marian Engrich.